# عرض آل مسلم (الضليعة)
'

تعديل مصدري - تعديل

عرض ال مسلم هي إحدى قرى عزلة الضليعة بمديرية الضليعة التابعة لمحافظة حضرموت، بلغ تعداد سكانها 34 نسمة حسب تعداد اليمن لعام 2004.